# 기생충의 OST
《기생충》은 봉준호가 감독한 같은 제목의 대한민국 영화의 사운드트랙 음반으로, 봉준호의 전작인 《옥자》(2017년)의 사운드트랙에 이어 정재일이 작곡하였다. 해당 영화가 대한민국에 개봉한 2019년 5월 30일에 지니뮤직과 스톤뮤직 엔터테인먼트가 출시했다.

## 개별곡
"[〈믿음의 벨트〉는] 영화의 음악 중 가장 큰 작품으로 많은 장면을 아우르며, 장면마다 바뀌는 감정에 맞춰야 한다. 이러한 작업을 수 차례 거쳤다. 당시에는 해당 곡으로 엄청 시달린 정재일이 다시는 나와 작업을 안 할까 하는 두려움이 있었다."

정재일은 영화의 주제곡인 〈믿음의 벨트〉의 작곡 과정이 스트레스로 가득했다고 표현했다. 해당 곡은 여섯 번의 작곡을 거쳤으나 봉준호가 채택하지 않았으며, 일곱 번 째로 편곡한 끝에 영화에 실렸다. 〈믿음의 벨트〉는 다양한 감정을 묘사하지만 봉준호는 "함축된 소리로 한 가지 어우러짐을 표현할 것"을 요구했다. 정재일은 앞선 여섯 번 작업의 결과가 완벽했지만 봉준호의 기대에 미치지 못했다고 밝혔다. 절망에 빠진 정재일이 술을 마신 다음날 아침에 즉흥적으로 의미없는 악구를 작업한 끝에 곡을 완성할 수 있었다. 봉준호는 《폴리곤》과의 인터뷰에서 이를 인정하며 해당 곡을 작업하면서 어려움을 겪은 정재일이 다시는 자신과 작업하지 않을 것 같다고 덧붙였다.
크레딧 음악인 〈소주 한 잔〉은 봉준호가 작사했으며, 영화에서 기우 역을 맡은 배우 최우식이 불렀다. 〈소주 한 잔〉은 92회 아카데미상 주제가상의 2019년 12월 예비후보 목록에 올랐다.
헨델의 오페라 《로델린다》의 삽입곡과 1964년 잔니 모란디의 가요인 〈In ginocchio da te〉가 영화에 포함되었으나 앨범에는 수록되지 않았다.

## 수록곡
수록곡의 영제는 앨범 뒷표지의 내용과 대한민국 밖 디지털 본 기준으로 작성되었다. 영제에 사용된 인물명과 명사는 공식 영어 자막에서 사용된 것과 일치하지 않는다.
전체 작곡: 정재일
| #            | 제목                                            | 작사         | 재생 시간 |
| ------------ | ----------------------------------------------- | ------------ | --------- |
| 1.           | 〈시작〉 (Opening)                              |              | 2:07      |
| 2.           | 〈첫번째 알선〉 (Conciliation I)                |              | 1:04      |
| 3.           | 〈부잣집 가는 길〉 (On the Way to Rich House)   |              | 0:55      |
| 4.           | 〈두번째 알선〉 (Conciliation II)               |              | 1:10      |
| 5.           | 〈매실청〉 (Plum Juice)                         |              | 0:55      |
| 6.           | 〈윤기사와 박사장〉 (Mr. Yoon and Park)         |              | 1:51      |
| 7.           | 〈세번째 알선〉 (Conciliation III)              |              | 1:17      |
| 8.           | 〈믿음의 벨트〉 (The Belt of Faith)             |              | 7:13      |
| 9.           | 〈떠나는 문광〉 (Moon Gwang Left)               |              | 0:56      |
| 10.          | 〈야영〉 (Camping)                              |              | 3:05      |
| 11.          | 〈지옥의 문〉 (The Hellgate)                    |              | 1:15      |
| 12.          | 〈부부의 사연〉 (Heartrending Story of Bubu)    |              | 1:35      |
| 13.          | 〈짜파구리〉 (Zappaguri)                        |              | 1:47      |
| 14.          | 〈유령〉 (Ghost)                                |              | 2:00      |
| 15.          | 〈첫번째 동분서주〉 (The Family is Busy)        |              | 1:09      |
| 16.          | 〈두번째 동분서주〉 (Busy to Survive)           |              | 1:53      |
| 17.          | 〈기택의 전두엽〉 (The Frontal Lobe of Ki Taek) |              | 2:42      |
| 18.          | 〈물바다〉 (Water, Ocean)                       |              | 4:41      |
| 19.          | 〈또 물바다〉 (Water, Ocean Again)              |              | 1:36      |
| 20.          | 〈일요일 아침〉 (It Is Sunday Morning)          |              | 4:03      |
| 21.          | 〈피와 칼〉 (Blood and Sword)                   |              | 3:02      |
| 22.          | 〈야산〉 (Yasan)                                |              | 1:15      |
| 23.          | 〈이사〉 (Moving)                               |              | 1:44      |
| 24.          | 〈끝〉 (Ending)                                 |              | 0:53      |
| 25.          | 〈소주 한 잔〉 (Soju One Glass; 가수: 최우식)   | 봉준호       | 3:20      |
| 총 재생 시간 | 총 재생 시간                                    | 총 재생 시간 | 52:14     |

## 출시
대한민국에서는 영화의 개봉에 맞춰 2019년 5월 30일에 지니뮤직과 스톤뮤직 엔터테인먼트가 디지털 포맷과 CD(디지팩 포장)로 출시했다. 미국과 캐나다에서는 같은 해 10월 11일에 Milan Records가 앨범을 출시했다.
영화가 92회 아카데미상에서 4관왕을 기록한 이후 Sacred Bones Records(영화의 미국 배급사인 네온의 자회사)가 LP판의 발매를 발표했다. 2020년 2월 14일에 LP 두 장 짜리로 출시됐으며, 디스크의 색상은 각각 초록색 (잔디), 진록색, 연록색, 복숭아, 회백색 (수석), 황금색 (아카데미상), 초록색에 빨간색 대리석 무늬이다. Waxwork Records도 공동으로 배급에 참여했다.
| 국가/지역   | 출시 일자        | 포맷                          | 레이블                               | 카탈로그 번호 | 주석          |
| ----------- | ---------------- | ----------------------------- | ------------------------------------ | ------------- | ------------- |
| 전세계      | 2019년 5월 30일  | 온라인 (다운로드 및 스트리밍) | 지니뮤직 스톤뮤직 엔터테인먼트       | 빈칸          | [ 11 ] [ 12 ] |
| 대한민국    | 2019년 5월 30일  | CD                            | 지니뮤직 스톤뮤직 엔터테인먼트       | 빈칸          | [ 11 ] [ 12 ] |
| 전세계      | 2019년 10월 11일 | 온라인 (다운로드 및 스트리밍) | Milan Records                        | 빈칸          | [ 13 ]        |
| 미국 캐나다 | 2019년 12월 20일 | CD                            | Milan Records                        | 19439750782   | [ 16 ] [ 11 ] |
| 미국 캐나다 | 2020년 2월 14일  | LP판                          | Sacred Bones Records Waxwork Records | SBR-247       | [ 14 ] [ 15 ] |

## 수상내역
| 시상식                          | 시상일자         | 부문           | 후보자                                    | 결과 | 주석          |
| ------------------------------- | ---------------- | -------------- | ----------------------------------------- | ---- | ------------- |
| 부일영화상                      | 2019년 10월 4일  | 음악상         | 정재일                                    | 수상 | [ 17 ] [ 18 ] |
| Hollywood Music in Media Awards | 2019년 11월 20일 | 장편영화음악상 | 정재일                                    | 후보 | [ 19 ]        |
| 청룡영화상                      | 2019년 11월 21일 | 음악상         | 정재일                                    | 후보 | [ 20 ]        |
| 조지아 주 영화 평론가 협회      | 2020년 1월 10일  | 음악상         | 정재일                                    | 후보 | [ 21 ]        |
| 조지아 주 영화 평론가 협회      | 2020년 1월 10일  | 주제가상       | 〈소주 한 잔〉 (봉준호 작사, 정재일 작곡) | 후보 | [ 21 ]        |
| 골드 더비 상                    | 2020년 2월 4일   | 주제가상       | 〈소주 한 잔〉 (봉준호 작사, 정재일 작곡) | 후보 | [ 22 ]        |
| 대종상                          | 2020년 6월 3일   | 음악상         | 정재일                                    | 수상 | [ 23 ] [ 24 ] |
| 아시안 필름 어워즈              | 2020년 10월 28일 | 음악상         | 정재일                                    | 후보 | [ 25 ]        |
| 새턴상                          | 2021년 10월 26일 | 음악상         | 정재일                                    | 후보 | [ 26 ] [ 27 ] |

### 내용주
1. ↑  임창정이 부른 같은 제목의 노래와 관련이 없다.
2. ↑  단어 "짜파구리"는 공식 영어 자막에서 "ramdon"으로 번역되었다.
3. ↑  92회 아카데미상 주제가상의 2019년 12월 예비후보 목록에 올랐을 때에는 문법이 바른 제목인 〈A Glass of Soju〉로 실렸다.
4. ↑  모든 LP판 색상은 같은 카탈로그 번호를 공유한다.

### 참조주
1. 1 2  Han, Karen (2019년 10월 14일). “Bong Joon-ho on weaving his personal memories into Parasite”. 《Polygon》 (미국 영어). 2022년 6월 24일에 확인함.
2. 1 2 3  Han, Karen (2020년 4월 8일). “How Bong Joon-ho pushed to make Parasite’s music perfect”. 《Polygon》 (미국 영어). 2022년 6월 24일에 확인함.
3. 1 2  MacDonald, Joan (2019년 12월 17일). “Bong Joon-ho's 'Glass of Soju' nominated for Oscar Song Shortlist”. 《Forbes》. 2019년 12월 23일에 원본 문서에서 보존된 문서. 2020년 2월 16일에 확인함.
4. ↑  “92nd OSCARS SHORTLISTS” (미국 영어). Academy of Motion Picture Arts and Sciences. 2019년 12월 17일에 원본 문서에서 보존된 문서. 2020년 2월 26일에 확인함.
5. ↑  Pentreath, Rosie (2020년 2월 10일). “Parasite film soundtrack: What's that Italian song and how can I listen to the score?”. 《Classic FM》. 2020년 2월 16일에 원본 문서에서 보존된 문서. 2020년 2월 16일에 확인함.
6. ↑  “Parasite by Jung Jaeil”. 《Spotify》. 2021년 1월 26일에 원본 문서에서 보존된 문서. 2020년 2월 16일에 확인함.
7. ↑  “Parasite (Original Motion Picture Soundtrack)”. 《Amazon》. 2021년 3월 11일에 원본 문서에서 보존된 문서. 2020년 2월 16일에 확인함.
8. ↑  Zoe Pharo (2020년 5월 30일). “Meet the Carl who majored in Russian and wound up translating 'Parasite:' A conversation with Darcy Paquet '95”. 《The Carletonian》. 2020년 6월 8일에 원본 문서에서 보존된 문서.
9. ↑  Kim Boram (2019년 6월 3일). “(Yonhap Interview) Subtitle translator in spotlight after Parasite's Cannes victory”. Yonhap News Agency. 2020년 3월 28일에 원본 문서에서 보존된 문서.
10. ↑  《Parasite (Original Motion Picture Soundtrack)》 (영어), 2019년 5월 30일, 2022년 6월 24일에 확인함
11. 1 2 3  Jung Jaeil, 《Parasite》, 2022년 6월 24일에 확인함
12. 1 2  Parasite / O.S.T. (2019), 《Parasite Soundtrack》, 2022년 6월 24일에 확인함
13. 1 2  《Parasite (Original Motion Picture Soundtrack)》 (영어), 2019년 10월 11일, 2022년 6월 24일에 확인함
14. 1 2 3  “Parasite: Original Motion Picture Soundtrack by Jung Jae-il (Vinyl editions)”. 《Sacred Bones Records》. 2020년 2월 14일. 2022년 6월 24일에 확인함.
15. 1 2  “Parasite”. 《Waxwork Records》 (영어). 2022년 6월 24일에 확인함.
16. ↑  “Parasite [Original Score] - Jung Jae Il | Release Credits”. 《AllMusic》 (영어). 2022년 6월 24일에 확인함.
17. ↑  “부일영화상 '기생충' 6관왕…최우수감독상에 '암수살인' 김태균”. 《부산일보》. 2019년 10월 4일. 2019년 10월 5일에 원본 문서에서 보존된 문서. 2019년 10월 4일에 확인함.
18. ↑  “28th Buil Film Awards Nominees 2019”. 《HanCinema》. 2019년 8월 28일. 2019년 8월 28일에 원본 문서에서 보존된 문서. 2020년 5월 17일에 확인함.
19. ↑  Harris, LaTesha (2019년 11월 5일). “'Joker,' 'Lion King,' 'Us' Lead 2019 Hollywood Music in Media Awards Nominees”. 《Variety》 (영어). 2019년 11월 5일에 원본 문서에서 보존된 문서. 2019년 11월 7일에 확인함.
20. ↑  “제40회 청룡영화상, 韓영화 후보 공개..'기생충' 11개 부문 최다 노미”. 2019년 10월 31일. 2020년 11월 17일에 원본 문서에서 보존된 문서. 2019년 12월 3일에 확인함.
21. ↑  “2019 Awards”. Georgia Film Critics Association. 2020년 1월 3일. 2020년 1월 3일에 원본 문서에서 보존된 문서. 2020년 1월 3일에 확인함.
22. ↑  “2020 Gold Derby Film Awards: 'Parasite' wins 6 including Best Picture, Joaquin Phoenix and Lupita Nyong'o take lead prizes”. 《Gold Derby》.
23. ↑  손진아 (2020년 1월 17일). “제56회 대종상영화제, 2월25일 개최…'기생충' 11개 부문 최다 후보”. 《매일경제신문》. 2020년 2월 2일에 원본 문서에서 보존된 문서. 2020년 2월 1일에 확인함.
24. ↑  홍진수 (2020년 6월 3일). “영화 '기생충' 대종상에서도 5관왕 올랐다”. 《경향신문》. 2020년 6월 5일에 원본 문서에서 보존된 문서. 2020년 6월 4일에 확인함.
25. ↑  “Bong Joon-Ho's 'Parasite' Clinches Four Prizes At The 14th Asian Film Awards”. 《Forbes》. 2020년 11월 17일에 원본 문서에서 보존된 문서. 2020년 11월 17일에 확인함.
26. ↑  Hipes, Patrick (2021년 3월 4일). “Saturn Awards Nominations: ‘Star Wars: Rise Of Skywalker’, ‘Tenet’, ‘Walking Dead’, ‘Outlander’ Lead List”. 《Deadline Hollywood》. 2021년 3월 7일에 원본 문서에서 보존된 문서. 2021년 3월 7일에 확인함.
27. ↑  Tartaglione, Nancy (2021년 10월 27일). “Saturn Awards Winners: 'Star Wars: The Rise Of Skywalker' Leads With Five Prizes – Full List”. 《Deadline Hollywood》. 2021년 10월 27일에 원본 문서에서 보존된 문서. 2021년 10월 27일에 확인함.